# 침뱉기

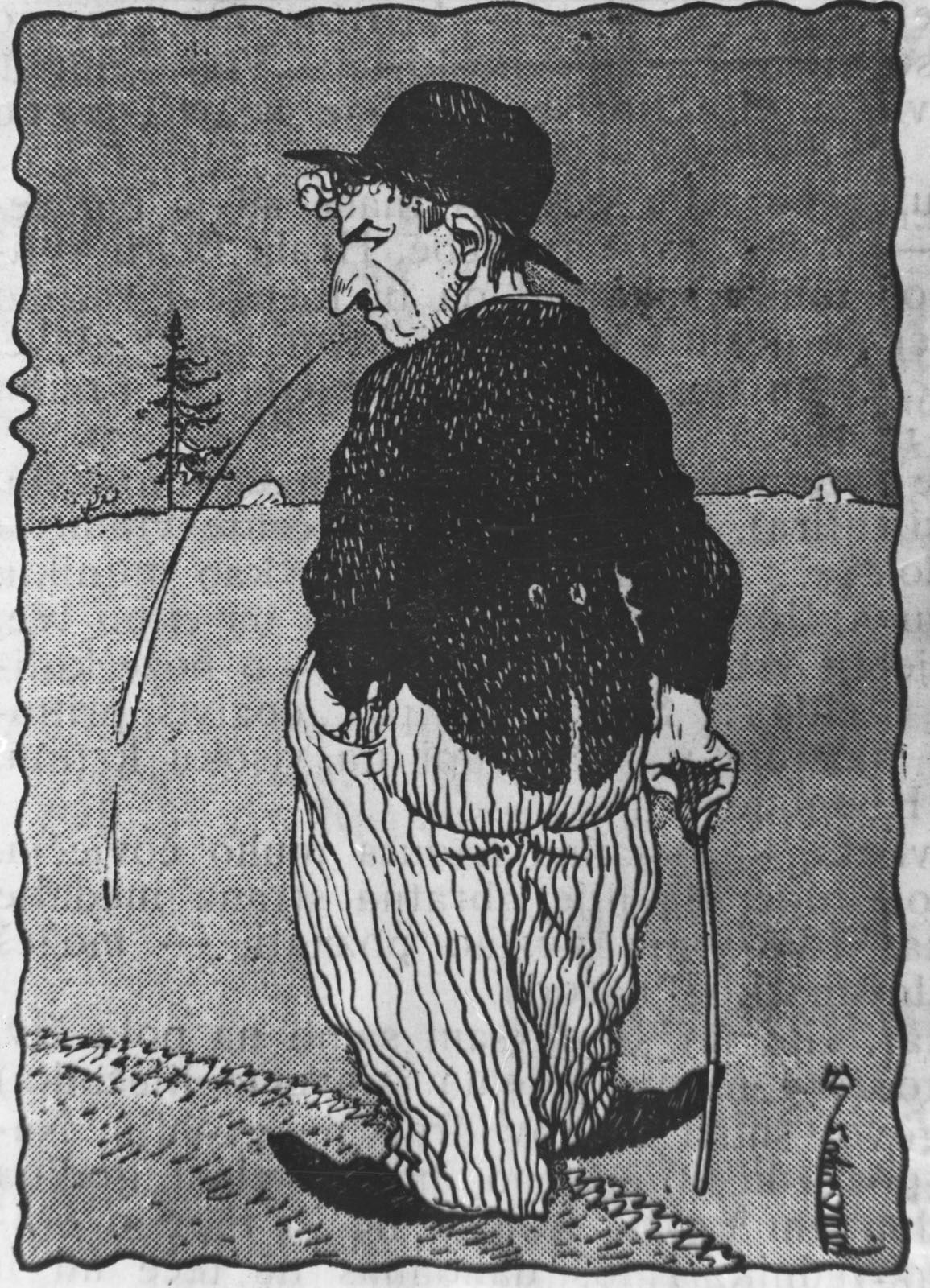
땅에다 침을 뱉는 찰리 채플린 카툰

침뱉기 또는 침을 뱉는 행위는 입에서 타액이나 기타 물질을 강제로 배출하는 행위이다. 이 행위는 입안에 원하지 않거나 맛이 좋지 않은 물질을 제거하거나, 대량으로 축적된 점액을 제거하기 위해 종종 수행된다. 작은 타액 방울이 대화 중에 의도치 않게 뱉어지는 경우도 발생할 수 있으며, 특히 방출 및 내파성 자음을 발음할 때 더욱 그렇다.
바닥에 아무 생각없이 침을 뱉는 것은 세계 여러 지역에서 무례하고 사회적 금기로 간주되는 반면, 일부 다른 지역에서는 사회적으로 더 용인되는 것으로 간주된다.
다른 사람에게, 특히 얼굴에 침을 뱉는 것은 전 세계적으로 분노, 증오, 무례 또는 경멸의 표시이다. 이는 "상징적인 역류" 또는 의도적인 오염 행위를 나타낼 수 있다.